# Surena (robot)

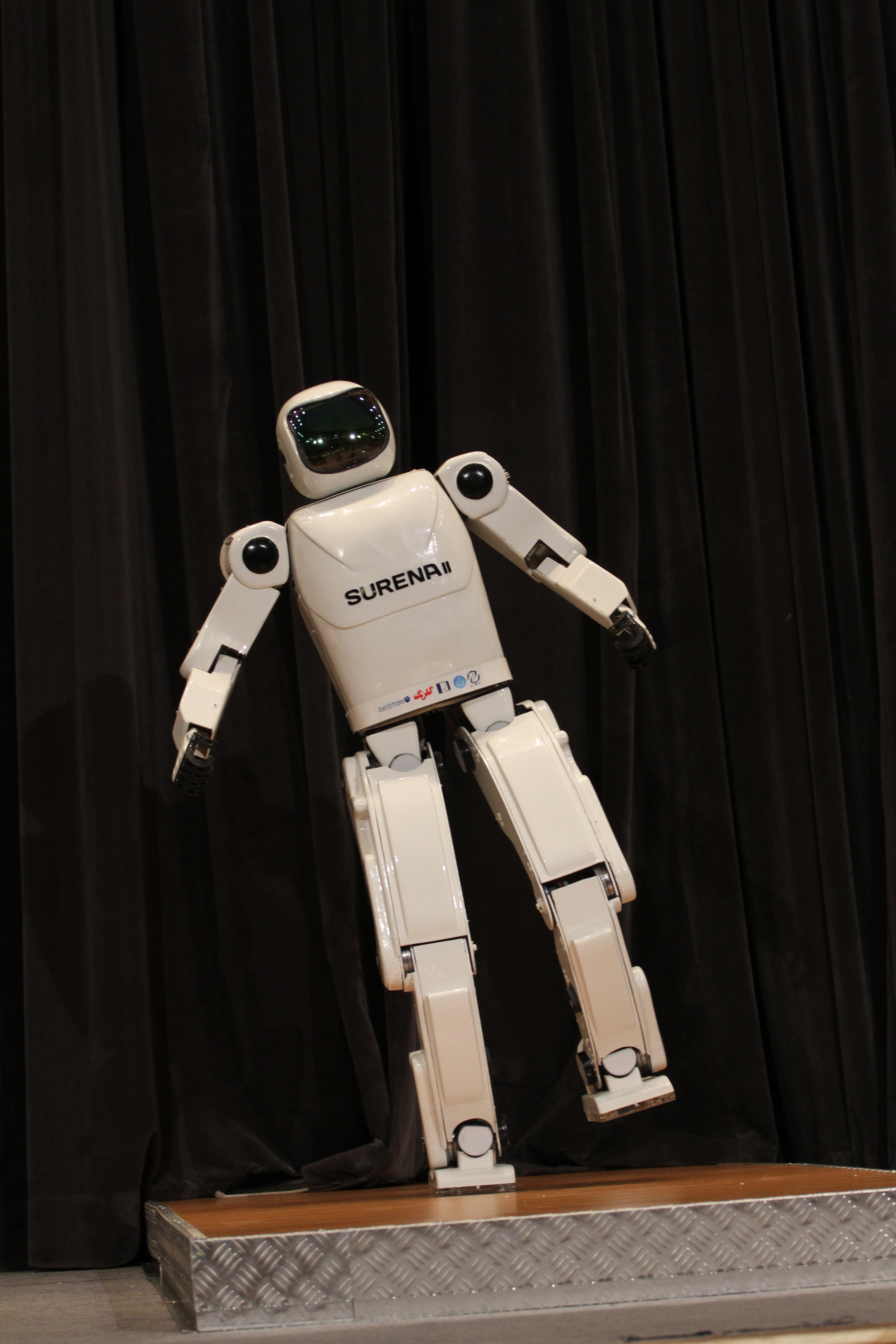
Inauguración del Surena II.

Surena (en persa: سورنا‎) es un robot bípedo humanoide iraní, llamado así en honor al General Surena del Imperio Parto.
De acuerdo con la IEEE, la fabricación de Surena en Irán hace que sea uno de los cinco países del mundo con la tecnología para hacer robots tipo humanoides.

## Surena I
Este robot fue presentado el 13 de diciembre de 2008. Tenía una altura de 165 centímetros y un peso de 60 kilogramos, y es capaz de hablar de acuerdo al texto predefinido. También cuenta con control remoto y la capacidad de seguimiento.

## Surena II
El 3 de julio de 2010, Surena II fue presentado. Desarrollado por expertos en robótica de la Universidad de Teherán, tiene una altura de 145 centrimetros y el peso de 45 kilogramos. Surena II es capaz de caminar, y cuenta con algunos movimientos combinados de las manos, cabeza y piernas. También es capaz de pararse en una pierna y mantener el equilibrio, y es capaz de bailar. Surena II tiene 22 grados de libertad, incluyendo 12 en sus piernas, 8 en sus manos y 2 en su cabeza. Es un producto de 10,000 horas de trabajo por un equipo de 20 expertos en robótica e ingenieros.

## Surena III
La tercera generación del robot Surena se encuentra actualmente en fase de desarrollo como un proyecto conjunto entre la Sociedad de Investigación y Desarrollo de Industrias y Minas de Irán y de la Universidad de Teherán. Será capaz de caminar más rápido y también reconocer rostros, objetos, palabras y frases, reaccionando apropiadamente.